# Andra sjunger Olle Ljungström
Andra sjunger Olle Ljungström är en hyllningsskiva till Olle Ljungström släppt i september 2008. 13 olika artister tolkar låtar av Olle Ljungström (och medkompositören Heinz Liljedahl), utvalda av producenten Robert Qwarforth.

## Låtförteckning
Alla låtar komponerade av Olle Ljungström och Heinz Liljedahl, förutom Nåt för dom som väntar och Jag och min far av Olle Ljungström.
1. Tivoli - Bo Sundström
2. Som man bäddar - Sara Isaksson
3. Nåt för dom som väntar - Jocke Berg
4. Kaffe och en cigarett - Uno Svenningsson
5. Som du - Eric Gadd
6. Jag och min far - Love Olzon
7. Hur långt kan det gå - Alf
8. En apa som liknar dig - Thomas di Leva
9. Vatten, sol och ängar - Lisa Miskovsky
10. Du och jag - Andreas Mattsson
11. Med eller utan - Tomas Andersson Wij
12. Vissa funktioner - Ane Brun och Emil Jensen